# Марк Пужол
Марк Пужол Понс (кат. Marc Pujol Pons; нар. 21 серпня 1982, Андорра) — андоррський футболіст, нападник. Наразі виступає за «Андорру» в Другій каталонській лізі (шостий рівень) та національну збірну Андорри. У складі збірної провів 54 матчі та забив 2 голи. Також на дорослому рівні виступав за команди «Андорра», «Сант-Андреу», «Фігерас», «Сантбояна» та «Манресу».

## Титули і досягнення
- Чемпіон Андорри (4):

Санта-Колома: 2014-15, 2015-16
Інтер (Ескальдес-Енгордань): 2019-20, 2020-21
- Володар Суперкубка Андорри (2):

Санта-Колома: 2015
Інтер (Ескальдес-Енгордань): 2020
- Володар Кубка Андорри (1):

Інтер (Ескальдес-Енгордань): 2020